# Shining Force Gaiden: Final Conflict
 (octobre 2018).
Si vous disposez d'ouvrages ou d'articles de référence ou si vous connaissez des sites web de qualité traitant du thème abordé ici, merci de compléter l'article en donnant les références utiles à sa vérifiabilité et en les liant à la section « Notes et références ».
Shining Force Gaiden: Final Conflict est un tactical RPG de Sega sorti sur Game Gear (seulement au Japon) en 1995. Il s'agit d'un épisode de la série Shining.
C'est une histoire alternative sur le thème des jeux Shining Force et Shining Force II, reprenant le principe des phases de combat de ces derniers en abandonnant la partie aventure (recherche d'objets, exploration).
Le jeu se déroule chronologiquement entre Shining Force et Shining Force II et reprend des personnages de la série.